# Michał Ledzion
Michał Jerzy Ledzion (ur. 19 lutego 1970 w Łodzi) – polski policjant w stopniu nadinspektora, Komendant Wojewódzki Policji w Krakowie w latach 2021–2024.

## Życiorys
Jest absolwentem Wydziału Zarządzania i Administracji Akademii Świętokrzyskiej. Podjął także studia MBA in General Managment w Uniwersytecie Ekonomicznym w Krakowie.
Służbę w Policji podjął w 1990 roku. Ukończył Wyższą Szkołę Policji w Szczytnie otrzymując promocję na pierwszy stopień oficerski. Początkowo związany był z łódzkim garnizonem Policji, gdzie pracował w pionie prewencyjnynm i kryminalnym. Służył w Komendzie Rejonowej Policji Łódź–Widzew, Ośrodku Szkolenia Policji w Sieradzu oraz Komendzie Powiatowej Policji Powiatu Łódzkiego Wschodniego, następnie piastował różne stanowiska w strukturach Komendy Miejskiej Policji w Łodzi a także Komendy Wojewódzkiej Policji w Łodzi. W tym czasie pełnił m.in. funkcję dowódcy Kompanii Pogotowia Policyjnego KWP w Łodzi, specjalisty Sztabu Policji KWP w Łodzi, naczelnika Wydziału Zabezpieczenia Miasta KMP w Łodzi. Był również Zastępcą Komendanta IV Komisariatu Policji w Łodzi oraz Komendantem II KP w Łodzi. Od stycznia 2017 roku dowodził Oddziałem Prewencji Policji w Łodzi.
Od 1 października 2019 roku pełnił funkcję I Zastępcy Komendanta Wojewódzkiego Policji w mazowieckim garnizonie Policji, a następnie, od 20 lutego 2020 roku – Komendanta Wojewódzkim Policji zs. w Radomiu, którą sprawował do 27 maja 2021 roku. Wówczas został powołany na stanowisko Komendanta Wojewódzkiego Policji w Krakowie. Funkcję tę sprawował do 26 stycznia 2024 roku.

## Odznaczenia
Został odznaczony Srebrnym Krzyżem Zasługi, Brązową i Srebrną Odznaką „Zasłużony Policjant” oraz Srebrnym Medalem za Długoletnią Służbę. 
Odznaczony został także za współpracę z innymi służbami, m.in. ze Strażą Graniczną (Srebrny Medal Za Zasługi dla Straży Granicznej), Krajową Administracją Skarbową (Srebrna Odznaka Zasłużony dla Krajowej Administracji Skarbowej) czy za Zasługi na rzecz Polskiego Czerwonego Krzyża (Złota Odznaka Za Zasługi Krwiodawstwa w Policji).